# Patrick Petre
Patrick Petre (sinh ngày 9 tháng 5 năm 1997 ở Bucharest) là một cầu thủ bóng đá người România thi đấu cho Dinamo București ở vị trí Tiền vệ chạy cánh.

## Đời sống cá nhân
Patrick Petre là con trai của cựu cầu thủ bóng đá quốc gia România Florentin Petre.